# Geschichte Äthiopiens
Die Geschichte Äthiopiens umfasst die Entwicklungen auf dem Gebiet der Demokratischen Bundesrepublik Äthiopien und historischer äthiopischer Reiche von der Urgeschichte bis zur Gegenwart. Zu den historischen äthiopischen Reichen gehören das spätantike Aksumitische Reich und das vom Mittelalter bis 1974 bestehende Kaiserreich Abessinien.

## Vorgeschichte
In Äthiopien wurden Überreste Millionen Jahre alter Vor-Menschen (Australopithecus afarensis) gefunden, unter anderem 1974 von Donald Johanson das gut erhaltene Skelett „Lucy“ im Afar-Dreieck.

## Das Land in der Antike
Äthiopien ist der älteste durchgehend unabhängige und heute noch bestehende Staat Afrikas und einer der ältesten der Welt. Der heute wieder weit verbreitete Landesname geht auf die altgriechische großräumige Regionsbezeichnung Aithiopia zurück: „Αιθιοπία“, über aithiops („mit verbranntem Gesicht“), von αίθαλο/aíthalo, „das Sonnengebräunte“ und οψ/ops, „das Gesicht“. Sie umfasste das gesamte damals bekannte Schwarzafrika, schloss also neben dem eigentlichen Abessinien auch die Regionen südlich der mittelmeerischen Küstenregionen des antiken Mauretanien, Libyen und Ägypten ein, vor allem auch Nubien und den Sudan sowie im Westen das Gebiet der ehemaligen Spanischen Sahara, während die Gebiete Innerafrikas den Menschen des griechisch-römischen Kulturkreises unbekannt waren. Bei Homer wird Äthiopien, wo Poseidon sich aufhielt, in der Odyssee erwähnt.

### Einwanderungen
Das Alte Testament berichtet, wie die Königin von Saba die Stadt Jerusalem bereiste. Nach äthiopischer Überlieferung gründete Menelik I., angeblich Sohn von König Salomon und der Königin von Saba, das äthiopische Reich. Tatsächlich wurde das äthiopische Reich von dem Stamm der Ḥbšt (habashat / habeshtew; Habescha), aus deren Name sich die Bezeichnung „Abessinien“ entwickelte, die im 1. Jahrtausend v. Chr. aus Südarabien auswanderten, gegründet. Ihre Hauptstadt Aksum wurde erstmals von Claudius Ptolemäus im 2. Jahrhundert n. Chr. erwähnt. Ein realer historischer Bezug der Königin von Saba zu Äthiopien ist über das Reich Da’amot denkbar, das vor dem Reich Aksum im heutigen nördlichen Äthiopien und in Eritrea bestand und vom arabischen Reich Saba beeinflusst war.

### Reich von Aksum
Gemäß der Apostelgeschichte der Bibel, Kapitel 8 Vers 26–39, wurde der damalige Schatzmeister der „äthiopischen“ Königin der erste „äthiopische“ Christ. Über den Ursprung der Kirche im heutigen Äthiopien berichtet der lateinische Geschichtsschreiber Rufinus von Aquileia: Die Brüder Frumentius und Aidesios wurden auf ihrer Heimreise nach Tyros an der Küste des Roten Meeres überfallen und an den Hof des Königs von Aksum verkauft. Dank ihrer griechischen Bildung seien sie zu Erziehern der Prinzen aufgestiegen und hätten der Königsfamilie ihren christlichen Glauben vermittelt. Frumentius sei später zum Bischof von Alexandria, Athanasius, gereist und sei von ihm zum Bischof von Aksum geweiht worden. Der Übertritt des Königs Ezana zum Christentum in der ersten Hälfte des 4. Jahrhunderts ist durch Münzfunde archäologisch belegt. Unter Ezana wurde das Christentum Staatsreligion. Das Reich von Axum, von Semiten begründet, gewann die Vorherrschaft über Südarabien. Es trieb Handel mit den zentralen Regionen Afrikas, anderen arabischen Reichen, Ägypten und Byzanz. Die heute noch verwendete Äthiopische Schrift wurde im Aksumitischen Reich auf Grundlage der sabäischen Schrift entwickelt. Mit der Ausdehnung des Islam im 7. Jahrhundert wurde die äthiopische Christenheit weitgehend vom Einfluss der Weltkirche isoliert, behielt jedoch durch ihre aus Ägypten entsandten Metropoliten Kontakt mit der koptischen Kirche (Siehe auch: Sultanat Adal). Seit dem 6. Jahrhundert sind auf dem Gebiet des heutigen Äthiopiens auch muslimische Handelsorte, wie Harlaa bezeugt.

## Mittelalter

### Dynastie der Zagwe bis 1270
Mit dem Rückgang der christlichen Schifffahrt im Roten Meer verloren die Städte in Aksum an Bedeutung. Das Reich von Aksum breitete sich weiter nach Süden in das fruchtbare Hochland aus. Es kam zu neuen Kloster- und Kirchengründungen wie zum Beispiel am Hayksee im 8. Jahrhundert. Die Agau, eines der einheimischen Völker, lernte Ge’ez und trat zum Christentum über. Die fürstlichen Familien übernahmen die Macht im Reich und gründeten die Zagwe-Dynastie. Die Hauptstadt verlegten sie von Aksum nach Roha in Lasta, wo Kaiser Lalibela (1185–1225) elf Felsenkirchen in Auftrag gab, die heute zu den größten von Menschen aus Stein gehauenen Strukturen der Welt gehören.

### Herrschaft der Salomoniden
Die Vorherrschaft der Zagwe wurde immer wieder angezweifelt, da sie nicht „salomonischer“ Abstammung (d. h. Nachkommen von Salomon und Königin Saba) waren. Insbesondere die Tigray im Norden und die Amharen im Süden hatten sich nie vollständig unterworfen. 1270 lehnte sich Yekuno Amlak, ein Adliger aus der Provinz Shewa, gegen die Zagwe auf und tötete Kaiser Yetbarak. Mehrere einflussreiche Kirchenvertreter unterstützten ihn, indem sie ihn als rechtmäßigen Nachfolger Salomons legitimierten. Die Abstammung der Salomonischen Dynastie vom erstgeborenen Sohn Salomos wird auch im Kebra Negest erklärt, der Ende des 13. Jahrhunderts entstand.
Am Rand des äthiopischen Herrschaftsbereichs konvertierten immer mehr Menschen zum Islam. Ende des 13. Jahrhunderts eroberte das Sultanat Ifat, welches sich über das östliche Shewa-Plateau und das Tal des Awash erstreckte, verschiedene muslimische Sultanate an Äthiopiens Südgrenze. Der äthiopische Kaiser Amda Seyon I. dehnte seine Grenzen weiter nach Süden und nördlich bis zum Roten Meer aus und bekämpfte auch östlich das Sultanat Ifat. Die neu eroberten Regionen sicherte er mit strategisch platzierten Garnisonen und etablierte ein System von gults, ähnlich einem Lehnswesen, bei dem der Besitzer eines gults Tribute von den Einwohnern einfordern durfte. Die hohe Besteuerung von Exportgütern, insbesondere von Gold, Elfenbein und Sklaven, die von Ifat nach Arabien verschifft wurden, stieß auf Widerstand. Amda Seyon und seine Nachfolger reagierten mit brutalen Befriedungsaktionen, die zur Eroberung des Awash-Tales und zur Kontrolle der Handelswege bis zur Hafenstadt Zeila am Golf von Aden führten.
Die Ausdehnung in nichtchristliche Gebiete wurde von internen Reformen und der Konsolidierung des christlichen Staates begleitet. Die salomonischen Herrscher gestalteten als Kirchenoberhäupter aktiv die Entwicklung der religiösen Kultur mit, indem sie Kirchen bauten und verschönerten, heidnische Praktiken unterdrückten und die Verfassung theologischer und dogmatischer Werke förderten. Die Beziehungen zwischen Kirche und Staat waren aber auch von Konflikten gekennzeichnet. In der Amhara-Region, wo das Mönchwesen eine Wiederbelebung erfuhr, hatten die Mönche ein schwieriges Verhältnis zur neuen Dynastie. Sie verurteilten die von den Herrschern ausgeübte Praxis der Polygynie. Der Konflikt wurde erst Ende des 14. Jahrhunderts durch Landschenkungen an die Mönche beigelegt. Der Mönch Ewostatewos (1273–1352) forderte für die Kirche eine Loslösung von den verderblichen Einflüssen des Staates und eine Rückkehr zu den biblischen Lehren. Er befürwortete auch die Einhaltung des jüdischen Schabbats am Samstag zusätzlich zum Sonntag – eine in Äthiopien bereits weit verbreitet Idee, die 1450 auf dem Konzil von Debre Mitmaq offiziell durchgesetzt wurde. Kaiser Zara Yaqob trieb weitere Kirchenreformen voran, beseitigte Missstände durch harte Bestrafungen und ließ häretische Sektenführer exekutieren. Er führte auch einen erfolglosen Feldzug gegen die Falaschen, eine Gruppe von Agau-sprechenden Juden, die eine vom Talmud losgelöste Form des Judentums praktizierten.

## Neuzeit

### Frühe Kontakte zu Europa
Äthiopien hatte bereits unter Kaiser David I. (1382–1411) Kontakt zu Europa, wenn auch die Reisen durch das muslimische Ägypten schwer waren. Es kam zum Gedankenaustausch mit den italienischen Handelsstädten, vor allem mit Venedig. Während der Herrschaft von Zara Yaqob (1434–1468) reiste eine äthiopische Delegation auf Wunsch von Papst Eugen IV. sogar zum Konzil von Ferrara/Florenz. Der Wunsch der Europäer, mit den Äthiopiern gemeinsam gegen den Islam vorzugehen, stieß dort jedoch auf wenig Gegenliebe. Äthiopien sah sich der muslimischen Streitmacht nicht gewachsen. 1493 erreichte der Portugiese Pêro da Covilhã den Hof des Negus. Er sollte für ein portugiesisch-äthiopisches Bündnis werben, da Portugal zu dieser Zeit begann seine Herrschaft im Indischen Ozean aufzubauen. Covilhã wurde zwar ehrenvoll behandelt und Na’od I. und David II. schenkten ihm Ländereien, aber sie hielten an der Tradition fest, dass kein Fremder das Land wieder verlassen durfte. Immerhin konnte Covilhã den Negus überreden, den Armenier Matthäus 1509 als Gesandten nach Lissabon zu entsenden.

### Eingreifen der Portugiesen
Erst 1520 wurde mit Rodrigo de Limas eine portugiesische Delegation an den Hof von Ankober entsandt, die angeblich Covilhã dort in bester Gesundheit und mit einer äthiopischen Adligen verheiratet antraf. Zu diesem Zeitpunkt war die fortgesetzte äthiopische Expansion ins Stocken geraten, insbesondere weil sich die östlich benachbarten islamischen Reiche Ifat und später Adal etabliert hatten. Nachdem Adal zunächst unter äthiopischen Tribut gezwungen worden war, kehrten sich um 1530 die Machtverhältnisse um und Adal eroberte fast ganz Äthiopien. Von 1541 bis 1543 brachten portugiesische Hilfstruppen unter dem Sohn von Vasco da Gama, Cristóvão da Gama, die militärische Wende. Sie brachten auf Hilferuf des Negus hin dem adalischen Herrscher Ahmed Grañ mehrere Niederlagen bei und zerstörten so dessen Ruf der Unbesiegbarkeit. Das portugiesische Eingreifen verhinderte die weitere Konsolidierung der Machtstellung Grañs im Land und verschaffte dem Negus auch wertvolle Zeit zur Aufstellung einer neuen Armee, mit der er Grañ in der Schlacht von Wayna Daga schließlich besiegte. Mit Grañs Tod in dieser Schlacht – verursacht durch einen portugiesischen Schützen – wurde auch dessen erkennbare Absicht vereitelt, Äthiopien zu islamisieren und es dauerhaft dem islamischen Machtbereich einzuverleiben.

### Expansion der Oromo
Inzwischen nahm bei den Oromo – einem im 16. Jahrhundert im heutigen Südäthiopien und Nordkenia lebenden Hirtenvolk – der Bevölkerungsdruck zu. Die oromische Gesellschaft basierte auf einem Altersklassensystem (Gada), bei dem alle männlich Geborenen in einem Rhythmus von acht Jahren verschiedene Lebensstufen durchlaufen. Die Kriegerklassen begannen im 16. Jahrhundert Fernexpeditionen zu unternehmen und in von Christen und Muslimen bewohntes Gebiet vorzudringen. Dabei nutzten sie die Schwächung beider Religionsgruppen im Krieg gegeneinander aus. Ende des 16. Jahrhunderts waren die Oromo in Äthiopien so weit verbreitet, dass Kaiser Sarsa Dengel (1563–1597) sich gezwungen sah, sich in den Norden zurückzuziehen. Sein Herrschaftsgebiet umfasste daraufhin nur noch die nördlichen Regionen von Tigray und Gondar, Teile von Gojam, Shewa und Welo und das Gebiet des heutigen Eritreas, wo ein Großteil christlich-semitischsprachiger Bauern lebte.

### Katholizismus
Die äthiopische Kirche, die sich kaum von den Zerstörungen und dem massenhaften Glaubensabfall während des islamischen Glaubenskrieges erholt hatte, sah sich inzwischen mit einer neuen Bedrohung durch die römisch-katholische Kirche konfrontiert. Der Jesuitengründer Ignatius von Loyola hatte zusammen mit den portugiesischen Musketieren Missionare entsendet, die Äthiopien zur westlichen Kirche bekehren sollten. Einer der erfolgreichsten hiervon, der Jesuit Pedro Páez, überzeugte Kaiser Sissinios (1607–1632) und weitere Höflinge davon, zum Katholizismus überzutreten. Bei den Adligen, der Kirche und der Bevölkerung führte die Glaubensabkehr zu gewalttätigem Widerstand. Sissinios musste zugunsten seines Sohnes Fasilides (1632–1667) abdanken. Die missionierenden Jesuiten wurden für mehrere Jahrhunderte des Landes verwiesen.

### Frühe Gondarinische Epoche (1632–1769)

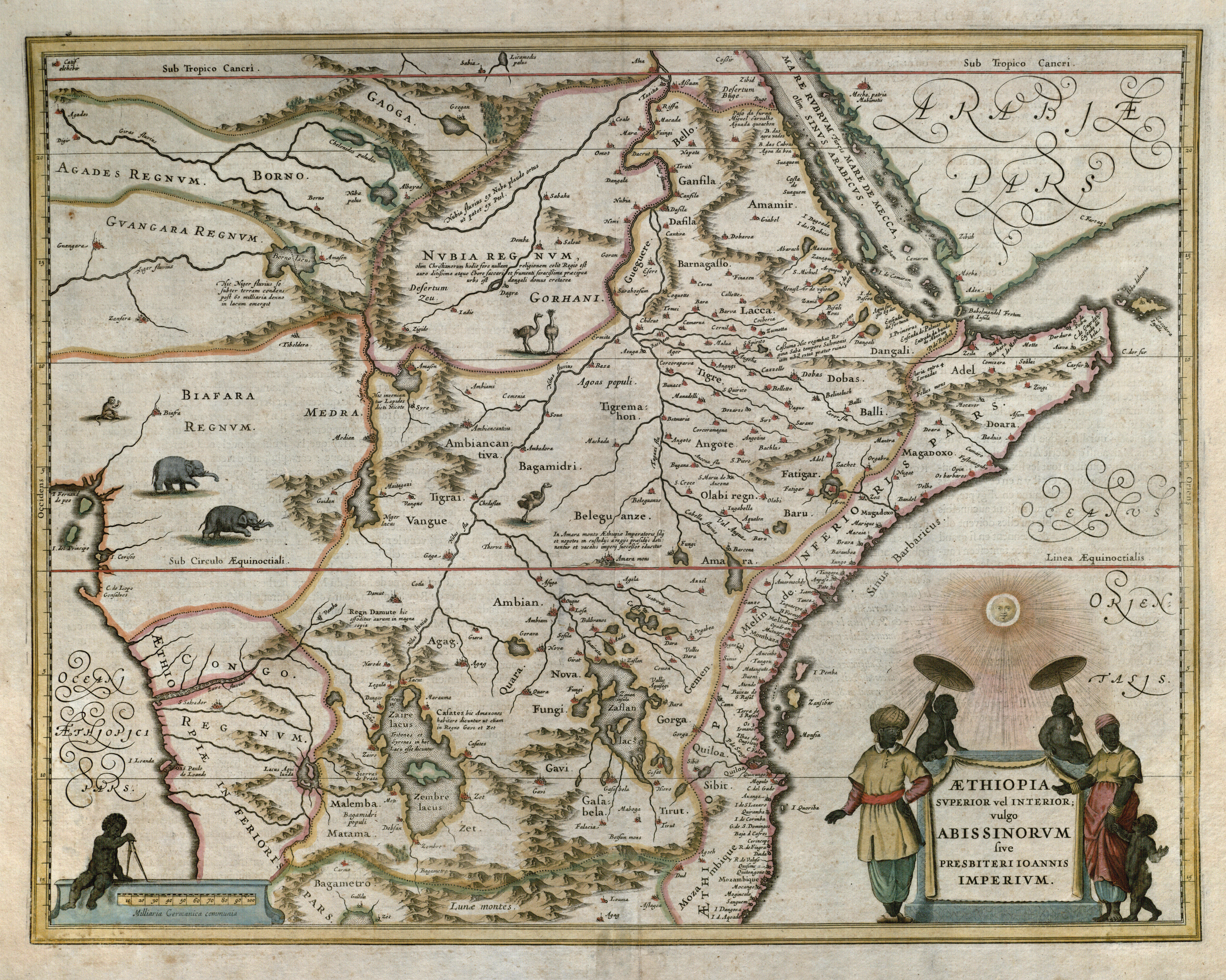
Willem Blaeu, Aethiopia Superior vel Interior, 1640

Fasilides gründete nördlich des Tanasees die neue Hauptstadt Gondar, welche als wichtiges Handelszentrum das Landesinnere mit der Küste verband. Die Stadt, in der Kunst und Wissenschaften gefördert wurden, erlebte ihren Höhepunkt um 1700.
Bis zur Herrschaft von Kaiserin Mentewwab (1730–1769), die zusammen mit ihrem Sohn und Enkel regierte, blühte Äthiopien ein letztes Mal kulturell auf. Ethnische, regionale und religiöse Konflikte führten 1769 jedoch zum Zusammenbruch des Reiches.

### Ära der Prinzen (1769–1855)
Während der sogenannten „Prinzenzeit“ verlagerte sich die Macht vom zentralen Kaiserhof in die regionalen Fürstentümer, die im Streit miteinander lagen. Es kam zur Unterdrückung der ländlichen Bevölkerung – Armeen zogen umher, plünderten die Ernteerträge der Bauern und verwüsteten das Land. Allerdings lassen sich auch lange Friedenszeiten nachweisen und für die Landbevölkerung fielen die Belastungen durch den Unterhalt der vormaligen Königsarmee weg.

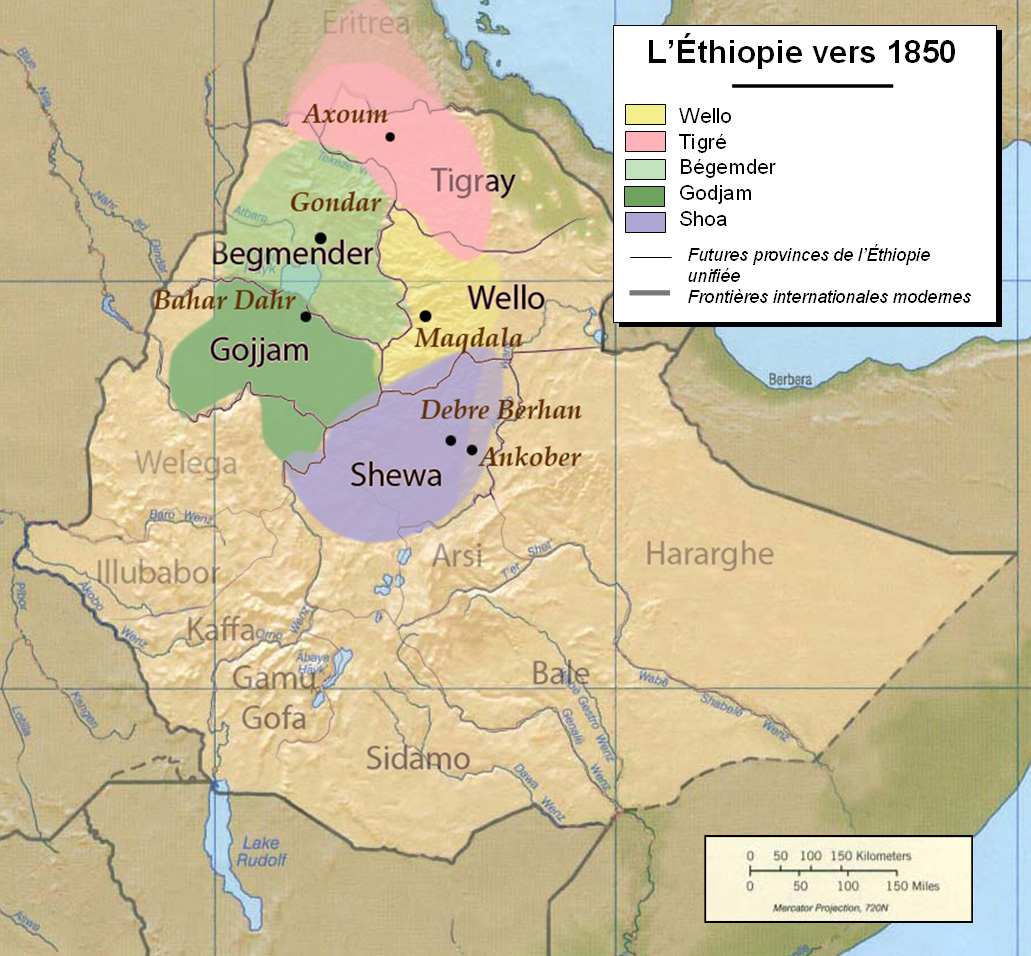
Äthiopien um 1850

Im Becken des Gibe führten landwirtschaftliche Entwicklungen zur Herausbildung von Staaten der Oromo und der Sidama. Eigene Staaten bildeten auch die Gonga im Kaffa-Hochland westlich des Omo. Im Norden Shewas ging aus einem jüngeren Zweig der Solomonischen Dynastie ein weiteres Königreich hervor, das durch Handel mit den Gibe-Staaten einen beachtlichen Aufschwung erlebte. Ihr König Sahle Selassie (1813–1847) und seine Nachfolger dehnten ihren Machtbereich nach Süden aus und herrschten um 1840 über einen Großteil der Shewa am Awash bis südlich zu den Gurage-Bergen.
Im Norden war Kassa Hailu auf dem Weg, das Ende der Prinzenzeit einzuläuten. Kassa, aus der Provinz Qwara, diente zunächst als Söldner in Gojam, bevor er dann zum Anführer einer Räuberbande aufstieg und sich eine eigene kleine Armee aufbaute. 1847 hatte er den Handel und Schmuggel im Flachland unter Kontrolle, so dass sich Gondar gezwungen sah mit ihm zu verbünden. 1853 besiegte Kassa mit Ras Ali einen der letzten mächtigen Oromo-Fürsten. Nach dem Sieg über den letzten unabhängigen Herrscher im Norden, Wube Haile Maryam, ließ sich Kassa am 11. Februar 1855 unter dem Namen Theodor II. zum Kaiser von Abessinien krönen. Im selben Jahr marschierte er noch nach Süden und unterwarf die Shewa.

## Kolonialismus und Modernisierung

### Reichseinigung im 19. Jahrhundert

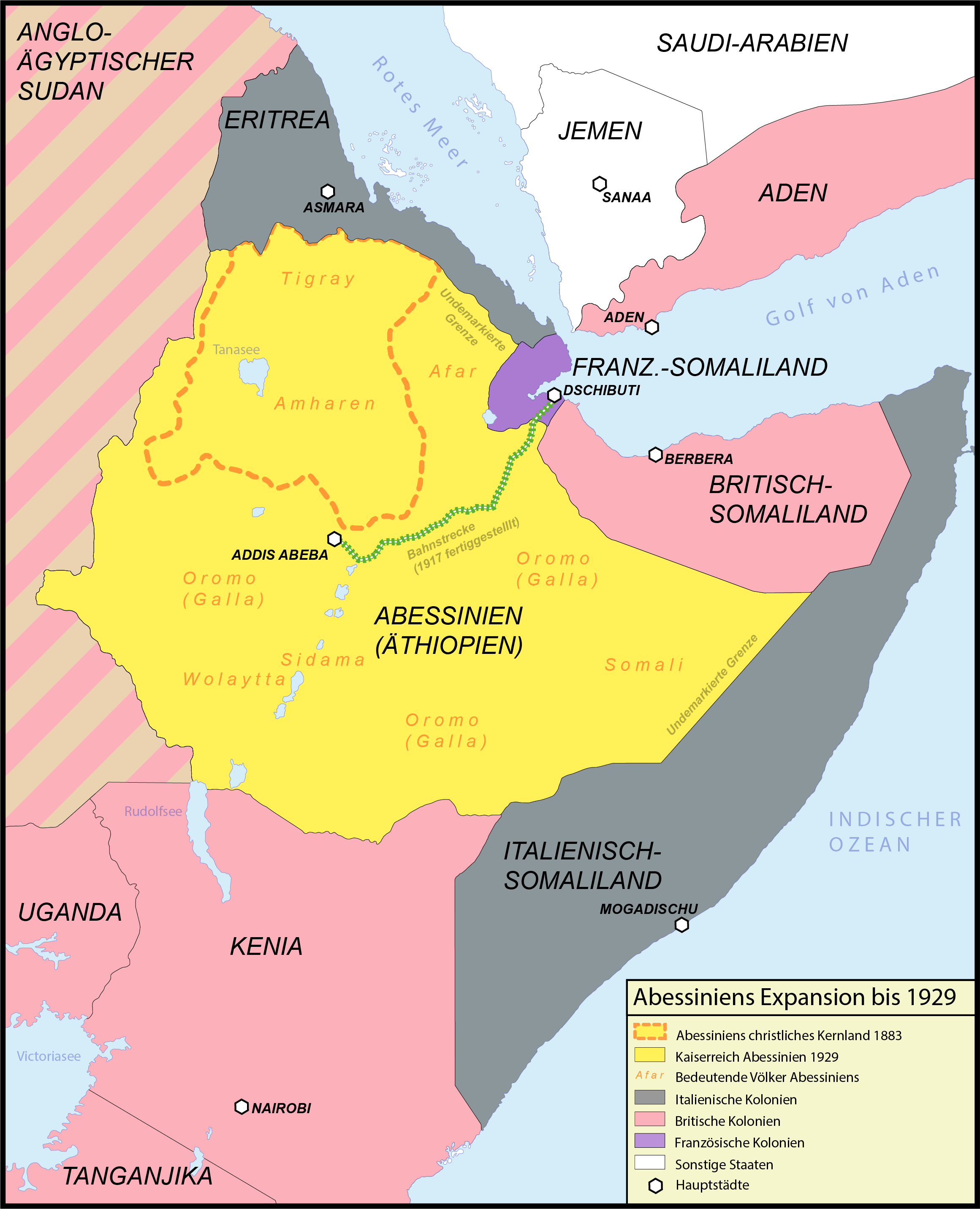
Karte mit Abessiniens nördlichem Kernland (1886) und den Grenzen in Folge der Expansion (bis 1929)

Nach wenigen Jahren begannen sich Vertreter der unterworfenen Fürstenhäuser neu zu formieren und ihre Einflussbereiche aus dem Reich herauszubrechen. Zudem fand die erste ernstzunehmende Konfrontation mit den europäischen Nationen im Zuge des Kolonialismus statt. Theodor II. widersetzte sich dem osmanischen und englischen Kolonialismus. Aufgrund eines diplomatischen Konfliktes mit Großbritannien nahm er ab 1865 sukzessive alle Europäer in seinem Land als Geiseln gefangen, die zuvor meist als Handwerker für ihn gearbeitet hatten. Dies führte zur Befreiung der Gefangenen im Rahmen der Britischen Äthiopienexpedition von 1868. Nachdem im Dezember 1867 ein weit überlegenes indisch-britisches Expeditionsheer unter Robert Cornelis Napier gelandet war, beging der äthiopische Kaiser angesichts der aussichtslosen Situation während der Schlacht um Magdala 1868 Selbstmord.
Der von 1872 an regierende Kaiser Yohannes IV. aus der Ethnie der Tigray erreichte eine Konsolidierung des Reiches. Dies erreichte er vor allem, indem er den weitgehend autonomen lokalen Fürsten und Ältestenräten unabhängiger Bauerngemeinden offizielle Titel verlieh und sie so an seine Herrschaft band. Während des Mahdi-Aufstands unterstützte er die Briten und Ägypter bei der Evakuierung ihrer Garnisonen an der sudanesisch-äthiopischen Grenze. 1885 kam es deshalb zu Kämpfen mit den Mahdisten. 1887 begann der äthiopische Statthalter von Gondar, Ras Adar, einen Angriff auf das von den Mahdisten gehaltene Gallabat. Kalif Abdallahi ibn Muhammad, der Anführer der Mahdisten, verstärkte daraufhin seine Truppen unter dem Kommando von Hamdan abu Anja. Dieser fiel mit 100.000 Mann in Äthiopien ein. Bei Debre Sina kam es zur Schlacht gegen 200.000 Äthiopier. Abu Anja siegte, nahm Gondar ein und plünderte es. Kalif Abdullahi lehnte das darauf folgende Friedensangebot des Kaisers ab. Yohannes IV. verkündete daraufhin, dass er gegen Khartum ziehen würde. Im März 1889 griffen die Äthiopier, unter Führung des Kaisers selbst, Sudan an. In der Nähe von Gallabat kam es am 9. März zur Schlacht von Metemma. 150.000 Äthiopier griffen 80.000 Mahdisten an. Als sich eine Niederlage der Mahdisten abzeichnete, wurde der Kaiser von einer verirrten Kugel tödlich getroffen. Die äthiopischen Truppen zogen sich zurück. Die Mahdisten nahmen die Verfolgung auf und es kam am Fluss Atbara zu einer zweiten Schlacht. Die Äthiopier wurden in die Flucht geschlagen und der Leichnam des Kaisers geriet in die Hände der Mahdisten. Der Krieg war damit beendet, da der Kalif nicht die militärische Stärke hatte, diesen Sieg auszunutzen. Ein Bündnisangebot Kaiser Meneliks II., des Nachfolgers von Yohannes, gegen die Europäer lehnte der Kalif ab.

### Expansion unter Menelik II.
Der eigentliche Begründer des modernen Äthiopien war Menelik II. (Kaiser von 1889 bis 1913). Er baute auf der inneren Konsolidierung unter seinem Vorgänger auf, stützte sich auf Waffenimporte aus Europa und wandte sich zunächst gegen die zersplitterten Nachfolgestaaten des Sultanats Adal östlich seines Herrschaftsbereichs. Seine Offensive finanzierte er durch Elfenbein- und Sklavenhandel. Innerhalb weniger Jahre verdreifachte er sein Territorium.

### Italienische Kolonialisierungsversuche 1887–1941

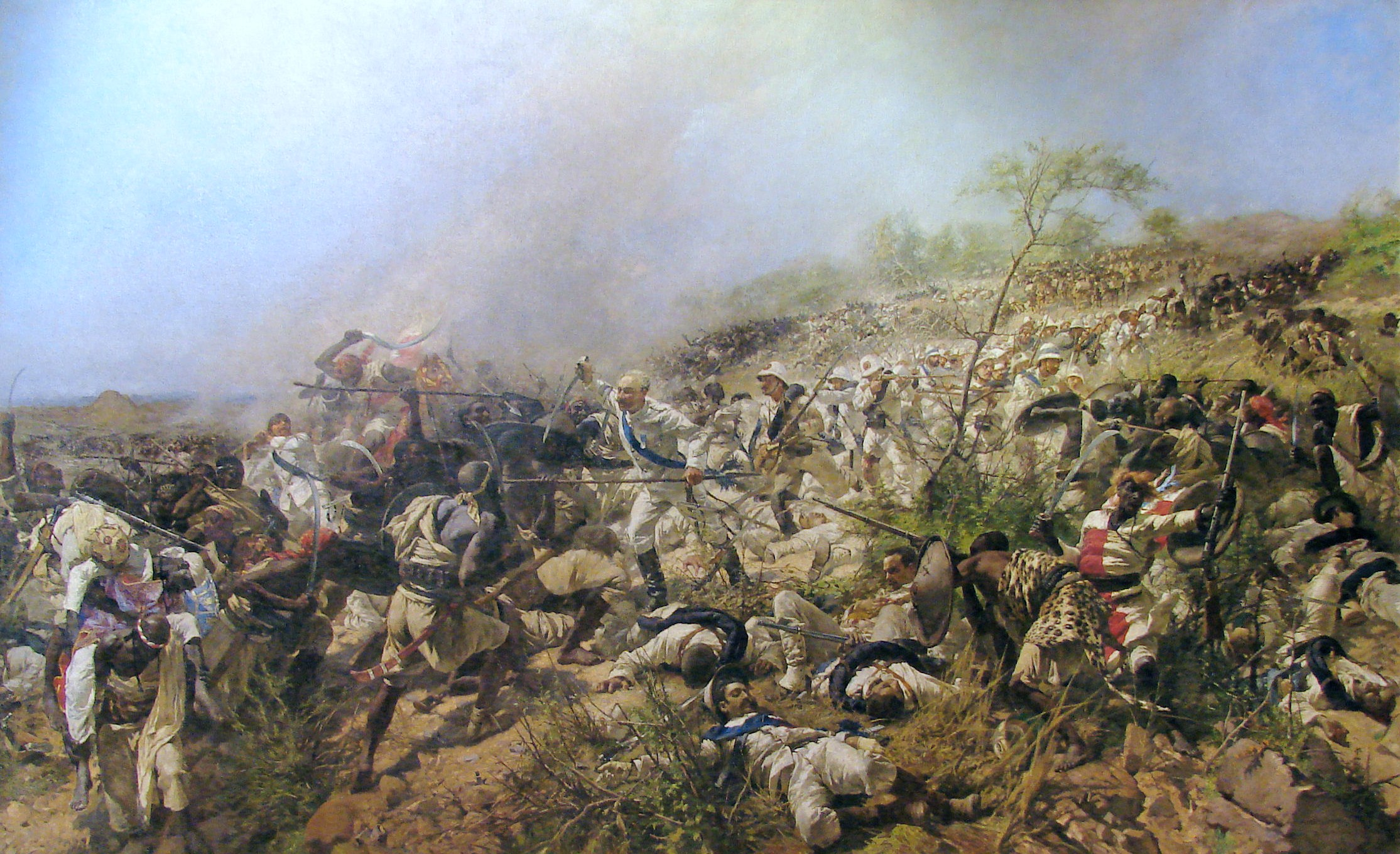
Italienische Niederlage in der Schlacht bei Dogali (1887)

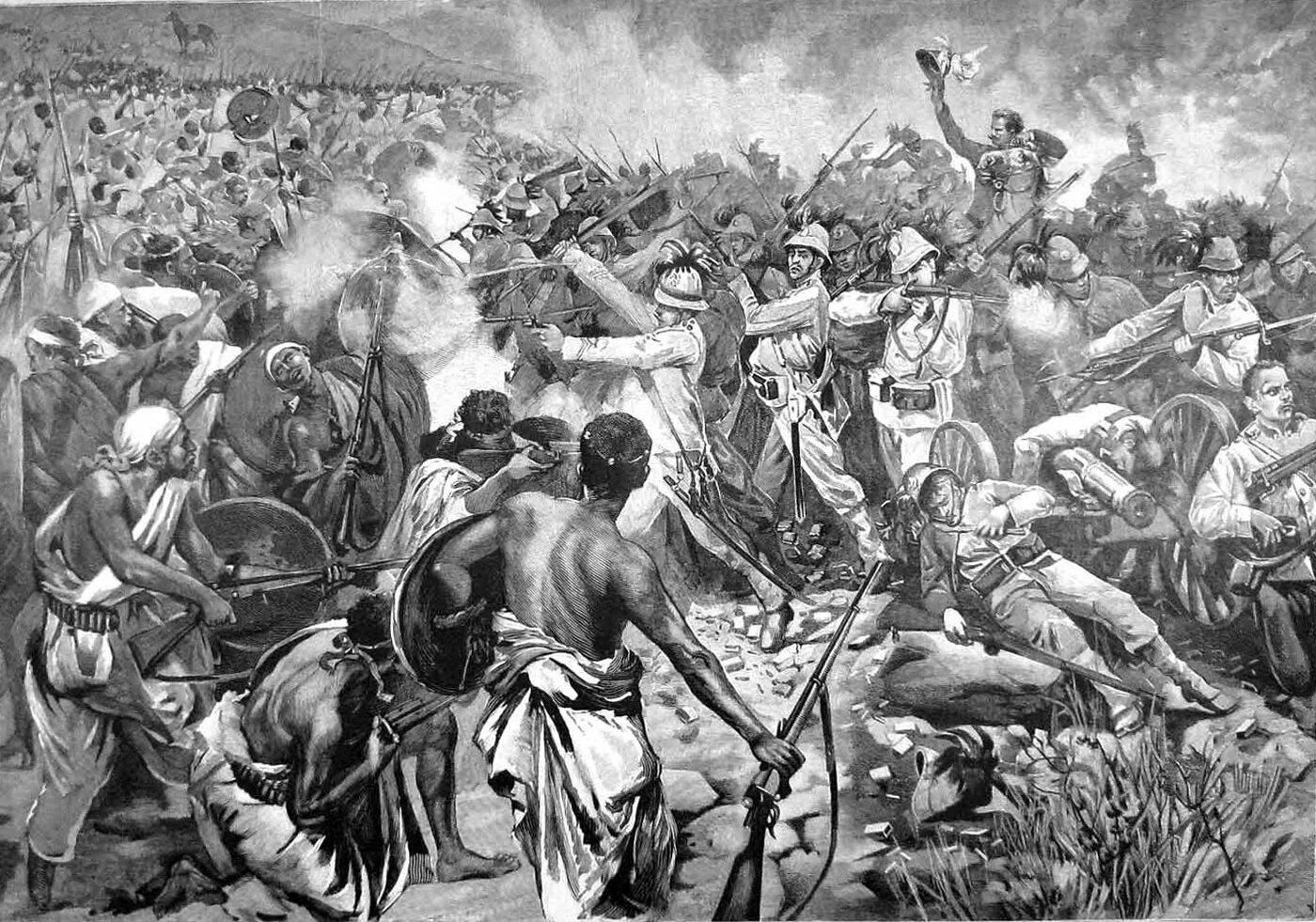
Italienische Niederlage in der Schlacht von Adua (1896)

Ende des 19. Jahrhunderts folgte die Expansion der italienischen Kolonialmacht, ausgehend von der Kolonie Eritrea. Die italienische Diplomatie erreichte, dass Äthiopien auf der Kongokonferenz 1885 Italien als Einflussgebiet zugeschrieben wurde. Unter dem Vorwand kleinerer Grenzzwischenfälle an der äthiopisch-eritreischen Grenze marschierte die italienische Armee schließlich in Äthiopien ein.
Ein erster Eroberungsversuch scheiterte 1887 in der Schlacht bei Dogali. Der 1889 abgeschlossene Vertrag von Uccialli sollte zunächst die Beziehungen auf friedliche Weise regeln. Doch im Gegensatz zu der amharischen Version kam die italienische Übersetzung einer außenpolitischen Entmündigung Äthiopiens gleich und deklarierte es damit de facto zum Protektorat. 1896 scheiterten die italienischen Pläne erneut: Trotz der klaren Überlegenheit der modernen Waffen der Italiener ging die entscheidende Schlacht von Adua am 1. März 1896 zugunsten der äthiopischen Streitmacht aus. Im Vertrag von Addis Abeba musste Italien am 26. Oktober 1896 Kolonialträume aufgeben, die Unabhängigkeit des Kaiserreichs blieb bis zum erneuten Angriff des faschistischen Italiens im Jahr 1936 (s. u.) erhalten.
Auf die Sicherung der Unabhängigkeit folgte eine Phase der Konsolidierung der kaiserlichen Macht im Inneren, vor allem durch Eroberungen im Süden des heutigen Staatsgebietes. Diese neueroberten Gebiete fielen unter ein archaisch-feudales System der Landnahme, das bis zur sozialistischen Landreform in den 1970er Jahren bestehen blieb und die dort lebende Oromo-Bevölkerung den Eroberern nachhaltig entfremdete. Die Zustände in diesen Gebieten, die durch ein der Leibeigenschaft ähnliches Verhältnis zwischen Gutsbesitzern und der einheimischen Bevölkerung geprägt waren sowie das Anprangern dieser Verhältnisse durch die italienische Regierung verhinderten zunächst eine diplomatische Anerkennung des Reichs durch die europäischen Mächte. Erst nach der Abschaffung dieser Form der Sklaverei durfte es am 28. September 1923 als erster afrikanischer Staat dem Völkerbund beitreten. Allerdings lieferte dieser keine Garantie für die Souveränität des Staates.

## Zeitgeschichtliche Entwicklungen

### Haile Selassie 1930–1974

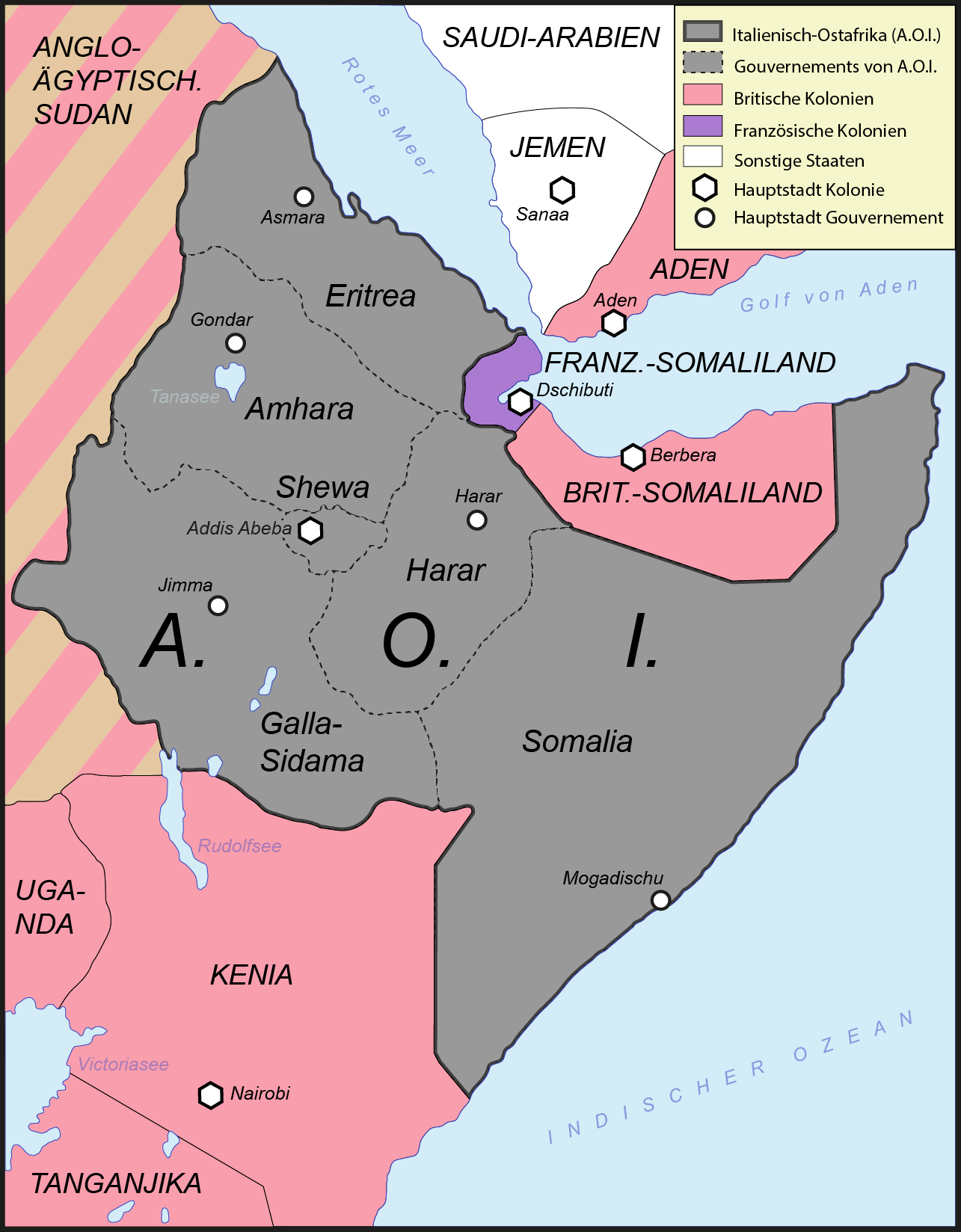
Abessinien während der faschistischen Besatzung als Teil der Kolonie Italienisch-Ostafrika (1936–1941)

Nach dem Sturz des von Menelik II. als Nachfolger auserkorenen Iyasu V. wurde Haile Selassie 1916 zunächst Regent, 1930 dann Kaiser. 1931 wurde die erste Verfassung des Landes, offiziell die Verfassung des Kaiserreichs Abessinien von 1931, erlassen. Die Expansionspläne Benito Mussolinis mündeten 1935 jedoch in einem erneuten – nun erfolgreichen – Einmarsch. Der Abessinienkrieg konnte durch die halbherzigen Sanktionen der Völkerbundmitglieder nicht verhindert werden, zumal das entscheidende Ölembargo ausblieb. Mittels der waffentechnischen Übermacht (Panzer, aber vor allem der Einsatz von etwa 250 Tonnen Senfgas mittels Bomben) und den Erfahrungen aus dem ersten Waffengang fiel Addis Abeba in kurzer Zeit. Anstelle des Negus übernahm der italienische König den äthiopischen Kaisertitel. Da die italienischen Streitkräfte aber zu keinem Zeitpunkt das gesamte Land einschließlich der schwer zugänglichen Gebirgsregionen kontrollierten, sieht die äthiopische Geschichtsschreibung die italienische Herrschaft nur als eine teilweise und vorübergehende Besetzung und Äthiopien als das einzige afrikanische Land an, das niemals Kolonie war. Die dennoch existierende italienische Kolonialverwaltung machte Äthiopien zu einem Teil Italienisch-Ostafrikas und teilte es innerhalb desselben auf (Ogaden an Italienisch-Somaliland, Tigray an Eritrea). 
Sie verübte massive Gräueltaten und richtete Konzentrationslager ein. Allein in der Hauptstadt fielen 30.000 Menschen den Massakern zum Opfer. 1941 wurde im Zuge des Ostafrikafeldzugs Äthiopien durch Truppen aus dem Britischen Weltreich und einheimische Patrioten als erster Staat während des Zweiten Weltkriegs von der Besetzung durch die Achsenmächte befreit.
In den folgenden Jahren suchte Kaiser Haile Selassie ausländische Unterstützung für ein Modernisierungsprogramm des Landes, ohne jedoch die autokratischen Züge seiner Herrschaft oder die feudalistische Gesellschaftsstruktur besonders im Süden zu revidieren.

### Sozialistische Militärdiktatur 1974–1991
Siehe auch: Derg, Demokratische Volksrepublik Äthiopien
Anfang der 1970er Jahre geriet das Kaiserreich in eine schwere Krise. Die verarmten Bauern litten unter den Abgaben an die Großgrundbesitzer, das aufstrebende Bürgertum Addis Abebas sah sich in seinen politischen Entfaltungsmöglichkeiten eingeengt. Die Inflation in der Folge der Dürrekatastrophe von 1973 und der Ölpreiskrise löste in Äthiopien Massendemonstrationen von Studenten und Streikwellen aus.
Die Studentenbewegung der Haile-Selassie-Universität gilt als Hauptinitiator dieser Proteste. Beeinflusst von linkem Gedankengut aus Ost und West, aber auch aus anderen afrikanischen Staaten, die trotz Kolonialismus größere Fortschritte in politischer und ökonomischer Entwicklung vorzuweisen hatten, entlud sich die Unzufriedenheit über Korruption und politische Repression. Schließlich revoltierten zu Beginn des Jahres 1974 ebenfalls Teile der äthiopischen Armee. Vor allem die unteren Dienstgrade stammten größtenteils aus ländlichen Gebieten und kannten die Notlage der Landbevölkerung. Dies brachte die entscheidende Machtverschiebung.
Kaiser Haile Selassie wurde am 12. September 1974 gestürzt. Das Militär bemächtigte sich schnell der Revolution, die studentische Bewegung spaltete sich in eine ethnische und eine sozialistische Opposition, ging teilweise in den Untergrund und führte einen bewaffneten Widerstand. Innerhalb des Militärs konnten sich die gemäßigten Vertreter größtenteils höherer Dienstgrade nicht durchsetzen. Ein provisorischer Militärverwaltungsrat, Derg genannt, übernahm unter Führung des Majors Mengistu Haile Mariam die Macht. 1975 wurde die Monarchie abgeschafft und das ehemalige Kaiserreich eine sozialistische Volksrepublik. Dies führte zum Äthiopischen Bürgerkrieg.
Auf den „roten Terror“ (1975), der die sozialistische studentische Opposition fast völlig ausschaltete, folgten bald militärische Auseinandersetzungen mit den Nachbarstaaten, von denen die meisten jedoch noch in die Kaiserzeit zurückreichen. So wurde 1977/1978 mit Unterstützung der Sowjetunion und Kubas eine Invasion des von den Vereinigten Staaten unterstützten Somalia in den hauptsächlich von ethnischen Somalis bewohnten Ogaden abgewehrt. Tatsächlich verfügte der Derg mit Unterstützung des Ostblocks bald über die nominal größte Armee des subsaharischen Afrikas. Die Kampfkraft dieser etwa 300.000 Mann starken Armee, die größtenteils aus zwangsrekrutierten Bauern bestand, war jedoch zu gering, um dem bewaffneten Widerstand im Inneren zu trotzen. Aufgrund der übermäßigen Repression gegen die Zivilbevölkerung erhielten die eritreischen Separatisten immer mehr Zuspruch. Eine Allianz mit regionalen Widerstandsgruppen vor allem aus der nördlichen Provinz Tigray wendete das Blatt allmählich zu Ungunsten des Derg.
1984 gelangte Äthiopien durch eine Reportage des BBC-Fernsehens über die Hungersnot in Äthiopien 1984–1985 in den Blickpunkt der Weltöffentlichkeit. Über Jahre ausbleibende Niederschläge in der Sahelzone führten in zwanzig afrikanischen Ländern zu Missernten und Hungersnöten. Auch wegen des anhaltenden Bürgerkrieges war Äthiopien am schlimmsten von dieser Katastrophe betroffen. Monatlich starben fast 20.000 Kinder an Unterernährung.
1987 wurde in Äthiopien die Derg-Herrschaft formal beendet und eine neue Verfassung eingeführt, die Verfassung der Demokratischen Volksrepublik Äthiopien. Das Land wurde somit in eine Volksrepublik unter der Einparteienherrschaft der Arbeiterpartei Äthiopiens umgewandelt, Mengistu Haile Mariam wurde nach der Parlamentswahl von 1987 durch das Parlament zum Präsidenten gewählt.

### Demokratisierung seit 1991

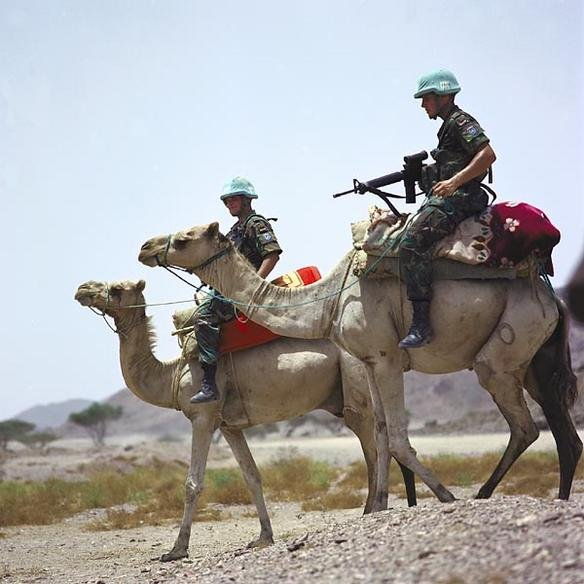
Soldaten der UNMEE in Eritrea

Siehe auch: Übergangsregierung Äthiopiens
1991 – ohne die Hilfe der Sowjetunion – kollabierte das Regime schließlich. Am 28. Mai nahmen Truppen der Revolutionären Demokratischen Front der Äthiopischen Völker (EPRDF) Addis Abeba ein und Regierungschef (nun Oberst) Mengistu Haile Mariam floh nach Simbabwe. Unter der Interimsregierung Meles Zenawis, der Übergangsregierung Äthiopiens, erlangte Eritrea im April 1993 nach fast 30 Jahren Krieg die Unabhängigkeit.
1995 wurde das gesamte Staatssystem politisch neu geordnet. Es erfolgte eine Demokratisierung und zugleich eine Föderalisierung des Landes. Auch die Frage der Macht zwischen den einzelnen Völkern im Land wurde neu geregelt. Jedes größere Volk erhielt einen eigenen Bundesstaat mit eigener Arbeitssprache, eigenen Institutionen und Verfassungen. Eine politische Koalition, die EPRDF unter Führung der Volksbefreiungsfront von Tigray, übernahm die Regierungsführung.
Seit 1991 war Äthiopien vor allem wegen des vergleichsweise friedlich erfolgten politischen Wandels ein bevorzugter Empfänger von Entwicklungshilfe. Ein starkes Wirtschaftswachstum mit zum Teil zweistelligen prozentualen Zuwächsen des Bruttoinlandsprodukts setzte an. Insbesondere wurden Textil- und Lederindustrie modernisiert und wuchsen. Zudem setzte eine rasante städtebauliche Entwicklung von Addis Abeba ein. Das Wirtschaftswachstum führte jedoch kaum zu verbesserten Lebensbedingungen für die Landbevölkerung oder für Industriearbeiter.

### Krieg mit Eritrea
Grenzstreitigkeiten und vermutlich auch ökonomische Zwiste führten im Mai 1998 jedoch zum erneuten Krieg gegen das nun unabhängige Eritrea, bei dem beide Länder zwei Jahre später unter großen Verlusten in etwa den Status quo ante erhalten konnten, obwohl es im selben Zeitraum erneut zu einer Dürre- und Hungerskatastrophe kam. Etwa 45.000 in Äthiopien lebende Eritreer wurden bis Ende 1998 nach Eritrea deportiert. Von 2000 bis 2008 überwachten Soldaten der „Mission der Vereinten Nationen in Äthiopien und Eritrea“ (UNMEE) einen fragilen Frieden, während eine unabhängige Grenzkommission im Jahr 2002 die Streitigkeiten beilegen sollte. Das umstrittene Gebiet um Badme wurde Eritrea zugesprochen. Äthiopien weigerte sich bis 2018, die Entscheidung der Kommission zu akzeptieren; Eritrea wiederum behinderte regelmäßig die Aktivitäten der UNMEE.

### Politischer Umbruch nach 2014
Derweil nahmen auch die innenpolitischen Konflikte in Äthiopien wieder zu. Innerhalb der EPRDF gab es einen Richtungsstreit zwischen Reformern um Zenawi, die mehr Demokratie ermöglichen wollten, und konservativen Kreisen, die vor allem die Macht der Partei im Staat verteidigen wollten. Als die Oppositionsparteien bei der Wahl 2005 in den Städten Erfolge erzielten, gingen EPRDF und Staat gewaltsam gegen deren Anhänger vor.
Die Ende 2014 einsetzende, massive Protestbewegung wurde aber vor allem von wirtschaftlichen Faktoren befeuert. Unmut entstand in erster Linie dadurch, dass insbesondere eine der EPRDF nahestehende, meist aus Tigray stammende Elite von der Wirtschaftsentwicklung profitierte, und durch zunehmendes Land Grabbing durch ausländische Unternehmen. Auslöser war der Addis Abeba Masterplan, der die Ausweisung großer Gewerbegebiete am Rand der Hauptstadt und die Auflösung der dortigen Bauerngemeinden vorsah, die vor allem der Volksgruppe der Oromo angehörten. Die städtische Mittelschicht und viele Vertreter der jüngeren Generation schlossen sich der Protestbewegung an und forderte grundlegende demokratische Reformen. Die Regierung ließ die Proteste niederschlagen, was nach Angaben der staatlichen äthiopischen Menschenrechtskommission 669 Tote zur Folge hatte.
2016 tauschte die Oromo-Formation OPDO innerhalb der EPRDF ihre Führungsebene und die Regierung der Oromo-Gebiete aus und näherte sich der Protestbewegung an. Auch innerhalb der Amhara-Komponente der Regierungspartei kam es zu einer wachsenden Distanzierung von der EPRDF-Führung. Am 15. Februar 2018 erklärte Hailemariam Desalegn seinen Rücktritt als Ministerpräsident Äthiopiens und als Vorsitzender der EPRDF. Es folgten neue repressive Maßnahmen, bevor der EPRDF-Rat am 28. März Abiy Ahmed zum Parteivorsitzenden wählte, womit er zugleich Ministerpräsident wurde.
Es folgten Befriedungs- und Reformschritte in schneller Folge. Abiy ließ nach wenigen Tagen das Foltergefängnis Maekelawi schließen und politische Gefangene freisetzen. Anfang Juni 2018 endete der Ausnahmezustand. Am 5. Juni akzeptierte die neu gewählte Regierung die Regelungen des Grenzabkommens mit Eritrea von 2002. Dazu gehörte auch die Übergabe von Badme an Eritrea. Am 8. Juli erklärte Abiy, dass Äthiopien und Eritrea wieder diplomatische Beziehungen aufnehmen werden. Zugleich wurde ein Friedensvertrag zwischen den beiden Ländern geschlossen. Auch mit Oromo- und Somali-Rebellenbewegungen wurde im Sommer 2018 Frieden geschlossen.
Trotz dieser Befriedungsbemühungen nahmen die inneren ethnischen Spannungen mit zahlreichen Toten und Binnenvertriebenen zu. Letztere nahmen im Verlauf des Jahres 2018 dem UN-Flüchtlingshilfswerk von 1,1 auf 2,6 Millionen Menschen zu, wurde aber im Verlauf des Jahres 2019 wieder verringert. Im November 2019 löste sich die EPRDF auf Betreiben Abiys auf und ging in die Nachfolgeorganisation Wohlstandspartei über. Insbesondere in der Volksgruppe der Tigray, die zuvor die Staatspartei dominiert hatte, löste dieser Schritt erheblichen Unmut aus.
Im November 2020 begann der Zweite Äthiopische Bürgerkrieg. Im Wesentlichen stehen sich dabei die Volksbefreiungsfront von Tigray und die Äthiopischen Streitkräfte gegenüber. Der Auslöser für den Konflikt war die Absetzung der Regionalregierung von Tigray durch Addis Abeba.